# Alfonso Soriano
Alfonso Gilleard Soriano (San Pedro de Macorís, 7 de enero de 1976) es un ex outfielder e infielder dominicano. Inició su carrera en las Grandes Ligas con los Yankees de Nueva York, pasando después por los Rangers de Texas, Nacionales de Washington y Chicago Cubs. Jugó principalmente como segunda base de los Yankees y los Rangers antes de ser movido al jardín izquierdo en Washington. 
Bateó como primer bate de la alineación la mayor parte de su carrera.

## Carrera

### 1997: Japón
Soriano comenzó su carrera en el béisbol profesional en Japón con los Hiroshima Toyo Carp, entrenando en su Academia para jugadores dominicanos. En 1997, fue promovido al equipo universitario, y vestido con uniforme número 74, apareció en nueve partidos, bateando para .118 con dos bases por bolas.
A Soriano le disgustaba la intensa agenda de práctica japonesa, y el equipo le negó un aumento salarial de $45,000 a $180,000 por año. Al igual que Hideo Nomo y Hideki Irabu, quienes habían salido previamente de Japón para jugar en los Estados Unidos, Soriano contrató a Don Nomura para que lo ayudara en su situación. Después del primer intento de invalidar el contrato que Soriano tenía con NPB, sin éxito, argumentando que el jugador era legalmente menor de edad cuando lo firmaron, Nomura le aconsejó, al igual que Nomo, a retirarse de la NPB y seguir una carrera en las Grandes Ligas. Esto llevó a los ejecutivos del equipo a presentar una demanda en contra de Soriano, y a enviar cartas a los equipos de MLB exigiendo que cesen todas las negociaciones con él. Después del caso de Nomo, los funcionarios de la NPB habían modificado el acuerdo de trabajo sin consultar a los funcionarios de la MLB en un intento de evitar que la situación se repitiera. Dado que la MLB no había aceptado los cambios en el acuerdo, el comisionado de la MLB Bud Selig, declaró que las Grandes Ligas reconocería a Soriano como agente libre el 13 de julio de 1998, y los funcionarios de Hiroshima Toyo Carp se echaron atrás.

### 1998-2003: New York Yankees
Soriano firmó como agente libre con los Yanquis de Nueva York en 1998, comenzando su carrera como infielder, y jugó en Nueva York durante cinco temporadas. Su primer hit en las Grandes Ligas fue en 1999 cuando bateó un cuadrangular para ganar el juego contra el lanzador Norm Charlton de los Tampa Bay Devil Rays. Terminó en el tercer lugar en la votación para Novato del Año en 2001. En la Serie Mundial de ese año, bateó un jonrón contra el lanzador de los Diamondbacks de Arizona Curt Schilling, pero se le negó la carrera de la victoria cuando Luis González conectó su famoso hit a una recta lanzada por el cerrador panameño Mariano Rivera.
En 2002, Soriano lideró la Liga Americana con 696 turnos al bate, 209 hits, 51 hits de extra base, 41 bases robadas, 128 carreras anotadas y estableció un récord dentro del equipo de los New York Yankees en tener mayor cantidad de turnos al bate (696) y mayor cantidad de ponches (157) en una temporada. Mientras que estaba bateando jonrones, no tomaba muchas bases por bolas. Soriano es uno de los seis jugadores activos en 2009, en haber concluido una temporada de 30 jonrones con más jonrones que bases por bolas (39 HR, 23 BB), los otros son Ryan Braun (34 a 29 en 2007), Garret Anderson (35 a 24 en 2000), Iván Rodríguez (35 a 24 en 1999), Joe Crede (30 a 28 en 2006), y José Guillén (31 a 24 en 2003).
En 2003, Soriano estableció el récord de más jonrones para ganar un juego en una temporada con 13, y por segundo año consecutivo, lideró la liga en turnos al bate, y terminó en el top cinco de hits, dobles, jonrones, bases robadas, y ponches.

### 2004-05: Texas Rangers
En 2004, los Yanquis negocian a Soriano a los Rangers de Texas junto con el ligas menores Joaquín Árias por Alex Rodríguez y dinero en efectivo que ascendía a 67 millones de los $179 millones restantes en el contrato de Rodríguez.
El 8 de mayo de 2004, Soriano tuvo seis hits en nueve entradas-el primer miembro de los Ranger de Texas en hacerlo-en una victoria 16 a 15 sobre los Tigres de Detroit. Ese mismo año, Soriano fue elegido para el Juego de las Estrellas como segunda base titular. Conectó un cuadrangular de tres carreras contra ellanzador de Roger Clemens en el primer inning y fue nombrado el Jugador Más Valioso del juego.

### 2006: Washington Nationals

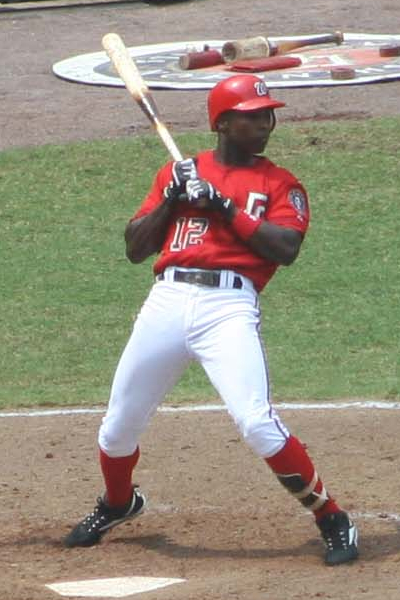
Alfonso Soriano bateando para los Nacionales de Washington en 2006.

El 7 de diciembre de 2005, Soriano fue cambiado a los Nacionales de Washington a cambio de Brad Wilkerson, Terrmel Sledge, y el lanzador de ligas menores Armando Galarraga. El 10 de febrero de 2006, Soriano estableció un récord para el salario más alto jamás otorgado en arbitraje, recibiendo $10 millones, a pesar de que perdió su petición de $12 millones. El récord anterior se había establecido en 2001 por el curazoleño Andruw Jones de los Bravos de Atlanta cuando ganó $8.2 millones. Los Nacionales le ofrecieron a Soriano una extensión de contrato de cinco años y 50 millones de dólares, pero Soriano rechazó la oferta.
Soriano y su agente Diego Bentz optaron en su lugar por abrir las negociaciones de contratos durante la temporada baja, por lo que se convertiría en agente libre y sería capaz de ganar un mayor salario.
El 20 de marzo de 2006, el mánager de los Nacionales Frank Robinson inscribió a Soriano en la alineación para que jugara en el jardín izquierdo. Soriano, quien desde 2001 se había desempeñado exclusivamente en la segunda base, se negó a salir al campo, y la organización de los Nacionales le amenazó con descalificarlo, lo que habría significado la pérdida de su salario, y no habría recibido crédito por el tiempo de servicio en cumplimiento de las obligaciones de su contrato. Con los términos oficiales de servicio de su contrato sin cumplirse, no habría sido entonces elegible para la agencia libre al final de la temporada.
Dos días más tarde, Soriano cedió y jugó en el jardín izquierdo para los Nacionales en su primer partido de exhibición contra los Cardenales de San Luis. Robinson indicó que consideraba que el movimiento de Soriano al jardín izquierdo sería permanente y que mudar a Soriano de nuevo a la segunda base no sería necesario durante la temporada. Después de estos comentarios de Robinson, Soriano indicó que estaba dispuesto a aceptar su nuevo cargo sin más discusión. A medida que la temporada se ponía en marcha, sin embargo, Soriano comenzaba a disfrutar de su nueva posición, y para el Juego de las Estrellas, lideró la liga en asistencias desde los jardines y se convirtió en uno de los pocos jugadores en jugar en un Juego de Estrellas en dos posiciones diferentes.
Soriano disfrutó de la mejor temporada de su carrera en 2006. Rompió su anterior récord personal en bases por bolas con 67 (antes 38). También alcanzó un récord de jonrones con 46 (antes 39). También tuvo 41 bases robadas. El 25 de agosto, una semana después de llegar al 30-30, se convirtió en el jugador más rápido en la historia del béisbol en llegar a 200 jonrones y 200 bases robadas, alcanzando la marca en 929 juegos (rompiendo el récord anterior de 1,053 juegos en manos de Eric Davis).

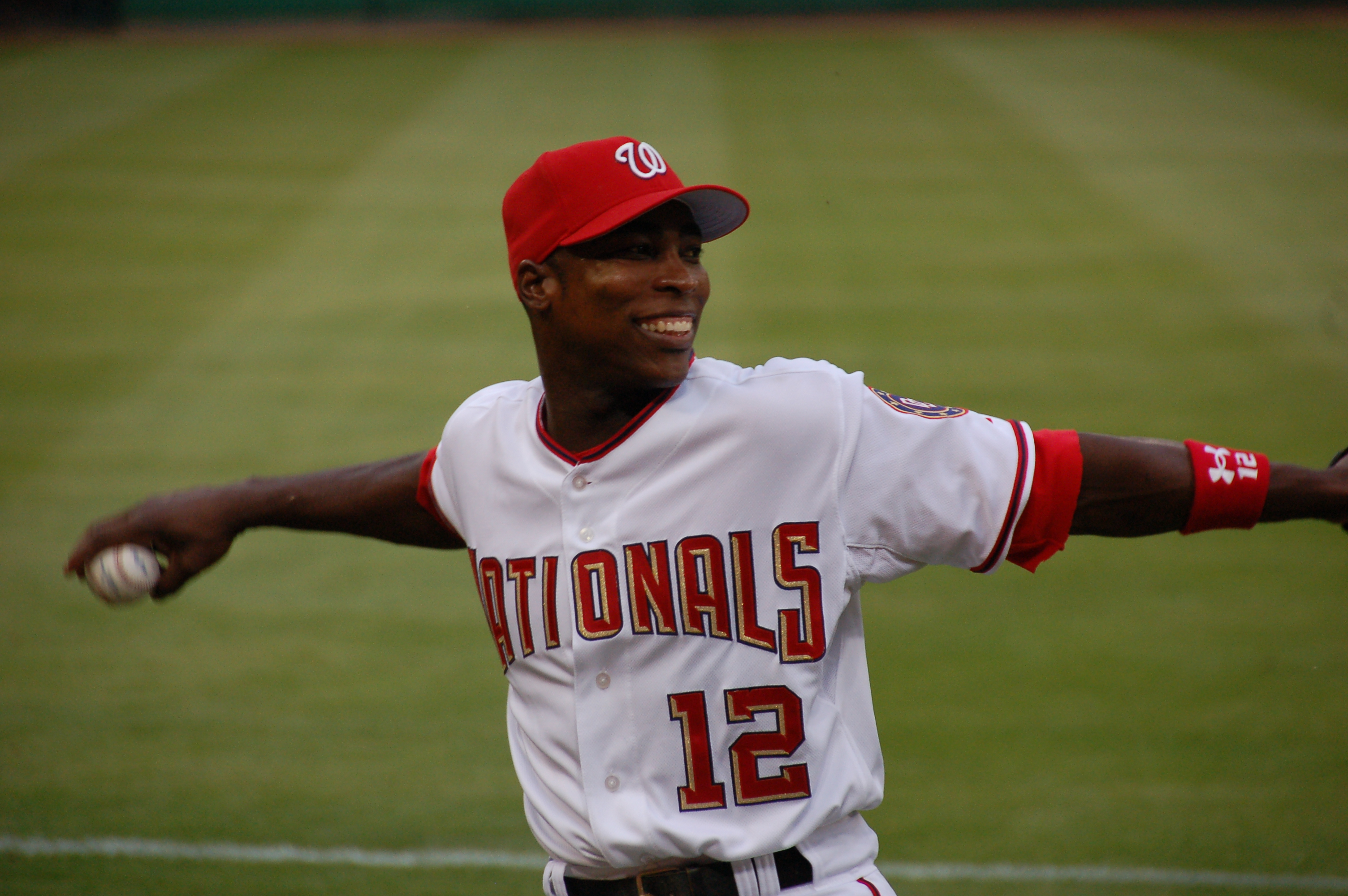
Soriano se une al club 40-40 por el robo de su cuadragésima base contra los Cerveceros de Milwaukee en el RFK Stadium, el 16 de septiembre de 2006.

El 16 de septiembre de 2006, Soriano se robó la segunda base en la primera entrada para convertirse en el cuarto jugador en unirse al club 40-40, uniéndose a José Canseco, Barry Bonds y Alex Rodríguez. Seis días más tarde se convirtió en el primer jugador en llegar a 40 jonrones, 40 bases robadas y 40 dobles en una temporada.
En septiembre, completó su asistencia 20 en los jardines, convirtiéndose en el único jugador en la historia del béisbol con 40 jonrones, 40 bases robadas, y 20 asistencias.
Soriano, entró en su quinto año consecutivo al Juego de Estrellas, convirtiéndose en el tercer hombre en haber jugado en un Juegos de Estrellas para ambas ligas en dos posiciones diferentes.

#### Posible canje
A medida que la fecha límite de cambios del 31 de julio se acercaba, los Nacionales estaban en un dilema. Por un lado, Soriano había expresado inicialmente su disgusto para jugar en el jardín izquierdo, y estaba en el último año de su contrato, el cual le garantizaba la agencia libre al final de la temporada. Si los Nacionales perdían a Soriano al final de la temporada, recibirían una primera o segunda selección en el draft, la primera o segunda y un elección entre el primer y segundo draft como compensación. Por otra parte, Soriano no quiso participar en las negociaciones de contratos durante la temporada. Por otro lado, como se acercaba el plazo, Soriano manifestó su alegría jugando el jardín izquierdo, y su fuerte deseo de permanecer con el equipo. Tanto los fanáticos como los jugadores comenzaron a darle más apoyo a la opción de mantener a Soriano en el equipo. El mánager Frank Robinson elogió el liderazgo de Soriano en la sede del club, y sugirió además que Soriano se debería considerar para la elección del Jugador Más Valioso de la Liga Nacional. Había un montón de pretendientes, incluyendo el envío de Soriano de nuevo a los Yankees, y los Cachorros de Chicago y Los Angeles Dodgers también se interesaron. Al final, el gerente general de los Nacionales, Jim Bowden, sentía que lo que se le ofreció no valía la pena canjearlo. El "no canjear" fue un riesgo para los Nacionales. Los Nacionales esperaban firmarlo con un contrato a largo plazo antes de que terminara la temporada, pero el 12 de octubre de 2006 él rechazó una oferta de $70 millones de dólares.

### Chicago Cubs

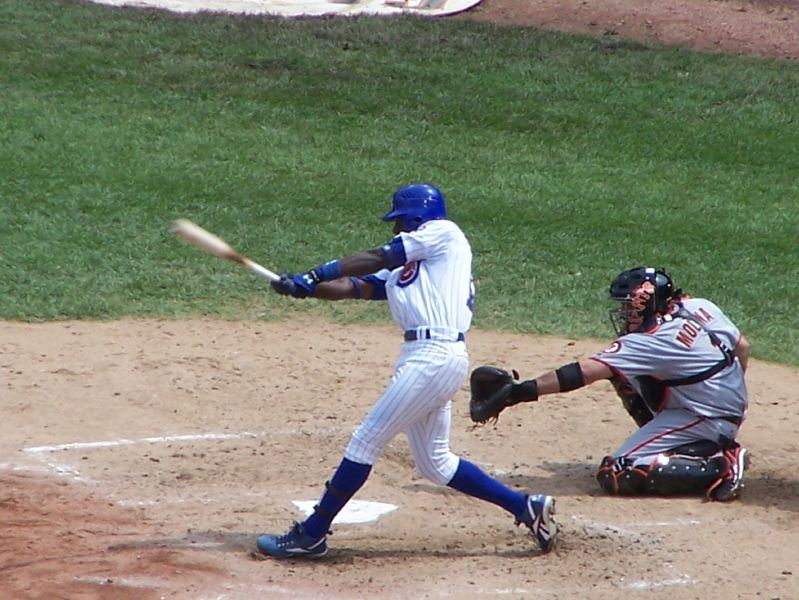
Soriano al bate contra los Gigantes de San Francisco

#### 2007
Los Cachorros de Chicago firmaron a Soriano con un contrato de ocho años por valor de casi $136 millones de dólares. El contrato supone el acuerdo más costoso en la historia del equipo de los Cachorros y es válido hasta el año 2014. Contiene una cláusula de no cambio, es decir, Soriano no puede ser comercializado sin su consentimiento. El mánager de los Cachorros, Lou Piniella, asignó a Soriano para jugar el jardín central, pero más tarde lo trasladó al jardín izquierdo después de haber sufrido una lesión en el muslo. Se esforzó durante el primer mes de la temporada, registrando solo un promedio de bateo de .270, sin jonrones. Se las arregló para batear su primer jonrón en el primer partido de los Cachorros en mayo, y poco a poco aumentó su promedio de bateo durante todo el mes.
Soriano fue muy productivo en el mes de junio. En un partido contra los Bravos de Atlanta, bateó tres jonrones contra el lanzador Lance Cormier. Soriano había logrado la misma hazaña en el pasado, casualmente, también contra los Bravos de Atlanta. Durante el próximio juego, el lanzador de los Bravos Tim Hudson lo golpeó con un wild pitch. El umpire del plato consideró que las acciones de Hudson no fueron intencionales, y advirtió a los dos equipos. Soriano también jugó un papel fundamental en la ofensiva de los Cachorros de Chicago durante la celebración anual del Cross-town Classic con los Medias Blancas de Chicago en el U.S. Cellular Field. Bateó jonrones en tres juegos consecutivos, y realizó la mayor parte de los outs a la ofensiva de los Medias Blancas.
Sus esfuerzos le mereció ser el Jugador del Mes de la Liga Nacional en junio. Fue elegido más tarde como un jardinero de reserva en el Juego de Estrellas 2007, donde bateó un cuadrangular de dos carreras para la Liga Nacional en la parte baja de la novena entrada. Soriano lideró a los Cachorros en jonrones durante su búsqueda del banderín de la División Central de la Liga Nacional en junio y julio, durante el cual los Cachorros blanquearon a los Cerveceros de Milwaukee ocho juegos en la división. Después de perder la eliminatoria por el primer lugar a principios de agosto, Soriano se rompió el cuádriceps derecho durante un juego contra los Mets de Nueva York el 5 de agosto. Los Cachorros lo colocaron en la lista de lesionados de quince días, y se perdió varias semanas mientras se recuperaba de la lesión.

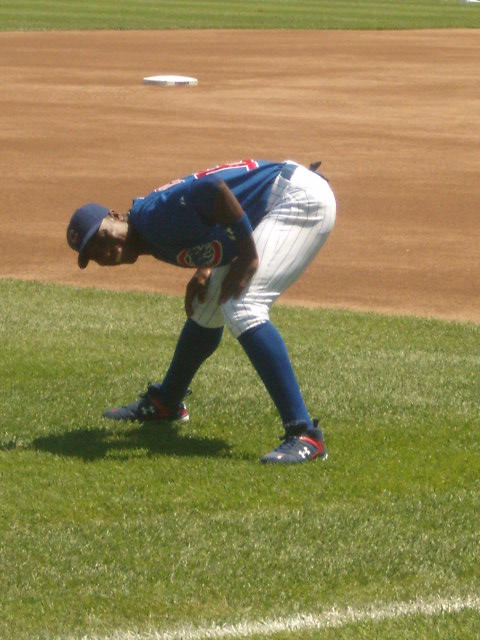
Soriano durante los calentamientos antes del partido

Los Cachorros utilizaron a Matt Murton, quien había sido llamado desde el equipo Triple-A los Iowa Cubs, en el jardín izquierdo. Comenzó a mostrar signos de mejoría cerca del 21 de agosto, cuando fue visto corriendo y trabajando con los entrenadores. Soriano afirmó que se sentía lo suficientemente sano como para volver a los pocos días, pero hizo su real retorno el 28 de agosto de 2007. A su regreso, Soriano procedió a tener el septiembre más productivo en la historia de la franquicia de los Cachorros. Bateó catorce jonrones, veintisiete carreras impulsadas, y registró un promedio de bateo de .320 dentro de veinte y nueve partidos. Soriano dijo a su regreso de la lesión que también había sufrido lesiones en las muñecas y el tiempo que tuvo para sanar su pierna también ayudó a sus muñecas. Los Cachorros ganaron la División Central de la Liga Nacional, pero fueron barridos por los Diamondbacks de Arizona en la Serie Divisional de la Liga Nacional. Soriano terminó la temporada con treinta y tres jonrones (incluyendo once lead-off home runs), setenta impulsadas y un promedio de bateo de .299. Lideró a los Cachorros en jonrones, triples, carreras, ponches, y porcentaje de slugging, entre todos los titulares regulares.

#### 2008

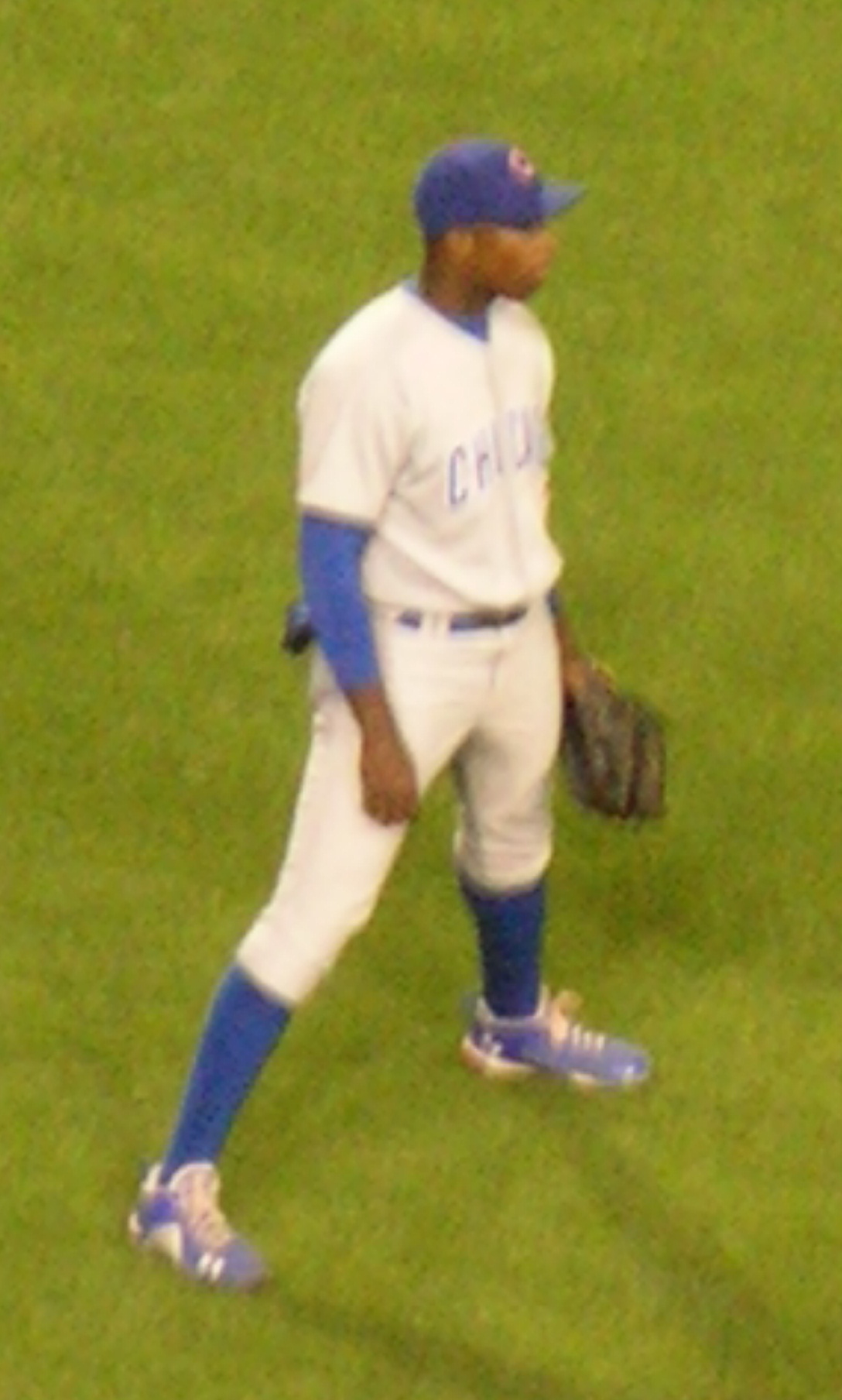
Soriano ocupando el jardín izquierdo

Durante las primeras semanas de la temporada 2008 con los Cachorros, a Soriano no le fue muy bien. Apenas estaba bateado .190 en el momento en que fue puesto en la lista de lesionados con una pierna mala. Después de ser activado, Soriano tuvo un inicio rápido, elevando su promedio a .280 y aumentando su total de jonrones. En un tramo de una semana en mayo, bateó siete jonrones en apenas 6 partidos, llegando a casi .500 durante ese periodo. A finales de mayo tuvo 12 jonrones y 33 carreras impulsadas. Sin embargo, su defensa fue muy pobre, y después de ser colocado en la lista de lesionados a principios de la temporada, Soriano se animó a dejar de saltar como lo hacía para coger las pelotas de fly. Esto pareció afectar su juego en el campo, haciéndole swing a dos bolas en malas el 2 de mayo, poco después de ser activado. Después de haber sido severamente abucheado por los fanáticos del equipo quienes habían viajado a San Luis a ver ese juego en particular, Soriano pegó un jonrón en la novena entrada para enviar el partido a entradas extras. Más tarde ese mes, perdió una pelota a causa del sol y dejó caer lo que habría sido el último out del juego en la novena entrada contra los Piratas de Pittsburgh, permitiéndole a Jason Bay llegar seguro, y finalmente, costándole la victoria a los Cachorros.
El 11 de junio de 2008, Soriano fue golpeado por un lanzamiento y se fracturó un hueso justo debajo del dedo anular de su mano izquierda. El 7 de julio de 2008, Soriano fue elegido como titular en el Juego de Estrellas 2008. Sin embargo, debido a la lesión, fue reemplazado en la alineación titular por Matt Holliday de los Rockies de Colorado.
Aunque se percibía una pobre defensa por parte de Alfonso, su brazo había estado un tanto activo para los Cachorros de Chicago, y fue uno de los líderes de la liga en asistencias desde los jardines. Soriano también lideró al equipo en jonrones, a pesar de haber jugado en solo 109 partidos. El 22 de agosto, Soriano logró una de las hazañas más raras del béisbol, robándose el home plate en la derrota ante su antiguo equipo, los Nacionales de Washington.
A principios de septiembre, Soriano ayudó a poner fin a seis derrotas en fila de los Cachorros bateando una racha de slugging de tres jonrones con cinco carreras remolcadas contra los Rojos de Cincinnati. Fue el tercer partido de tres jonrones de su carrera. Sin embargo, mientras los Cachorros de Chicago entraban en los playoffs contra los Dodgers de Los Ángeles, Soriano, al igual que casi todos los demás en el equipo, bateó mal en la Serie Divisional.
Soriano tuvo un momento embarazoso en un día-noche de doble cartelera el miércoles 13 de agosto de 2008, donde conectó un batazo largo que pensaban que era un jonrón. Terminó con un solo sencillo. Entre juegos, él se disculpó con su equipo y prometió que no volvería a suceder.

#### 2009

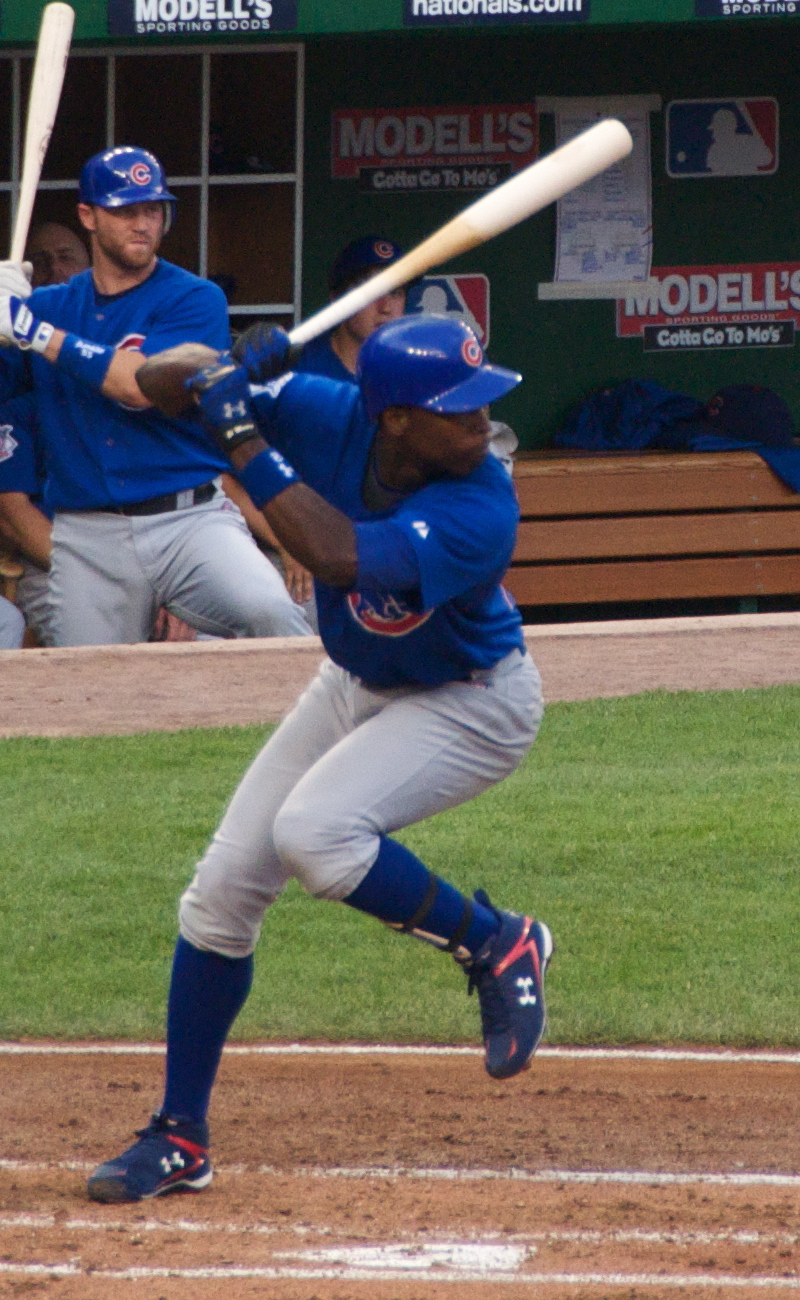
Soriano en su usual pose de bateo

Soriano había tenido un comienzo rápido, bateando un jonrón en solitario en su primer turno al bate de la temporada 2009. También conectó un jonrón en solitario para empatar el juego contra LaTroy Hawkins en la octava entrada. El 11 de abril, Soriano bateó un cuadrangular de 2 carreras contra Carlos Villanueva en la parte superior de la novena entrada dando a los Cachorros de Chicago una victoria de 6-5 sobre su rival de Milwaukee. Comcast Sportsnet galardonó a Soriano con el premio "La Jugada del Día". Al día siguiente, Soriano jonroneó de nuevo, en el primer lanzamiento que vio del lanzador Jeff Suppan, su 51 lead-off home run. El 17 de abril con un out en la parte baja del octavo, Soriano bateó un jonrón de dos carreras para darle a los Cachorros una ventaja de 8-7 sobre los Cardenales de St. Louis. Sin embargo, Soriano solo bateó para .216 en el mes de mayo.
En las votaciones para el Juego de Estrellas 2009, Soriano fue el cuarto entre los jardineros de la Liga Nacional (2,692,994 votos), detrás de Ryan Braun (4,138,559), Raúl Ibáñez (4,053,355), y Carlos Beltrán (2,812,295).
Poco antes del Juego de Estrellas, el mánager Lou Piniella bajó a Soriano en el orden de bateo y dejó en claro que no era un cambio temporal. Por primera vez en su carrera, Soriano pareció aceptar no ser un primer bate y, de hecho alabó a su mánager por haber tomado la decisión citando el hecho de que, "No estoy haciendo mi trabajo".
El cambio en el orden de bateo ayudó a Soriano. En la primera serie después del Juego de Estrellas, bateó dos jonrones contra los Nacionales dándole la ventaja a su equipo. El 27 de julio, conectó un walk-off home run de grand slam contra los Astros de Houston durante la entrada 13.
El 5 de septiembre de 2009, se informó que Soriano se sometería a una cirugía de rodilla. La cirugía lo alejó del terreno de juego para el resto de la temporada.
En 2009, Soriano encabezó a todos los jardineros izquierdos de Grandes Ligas en errores, con 11, y el que tuvo menor porcentaje de fildeo entre ellos (.950).

#### 2010
Después de una mala temporada en 2009, Soriano fue colocado permanentemente en el lugar sexto en la alineación de los Cachorros, donde se recuperó muy bien, jugando en la mayoría de los juegos en una temporada con los Cachorros en 147 partidos, También hizo 40 dobles y 79 remolcadas. El 11 de junio de 2010, Soriano bateó su jonrón 30 contra el lanzador Jake Peavy.

#### 2011
En 2011, en la defensa empató en el liderato de las Grandes Ligas en errores por un jardinero izquierdo, con 7, y tuvo el menor porcentaje de fildeo con .965.

### Fildeo
Soriano encabezó a todos los segundas base de las Grandes Ligas en errores cada año entre 2001 y 2005 (19 (empatado), 23, 19, 23 y 21). En 2006 fue segundo en las Grandes Ligas de todos los jardineros izquierdos en errores, con 11, pero lideró a todos los jardineros izquierdos con 22 asistencias, nueve dobles matanzas, y un range factor de 2.29.
| Juegos | GS   | INN     | TC   | PO   | A    | E   | DP  | RF    | FPCT |
| ------ | ---- | ------- | ---- | ---- | ---- | --- | --- | ----- | ---- |
| 1184   | 1171 | 10346.1 | 4592 | 2306 | 2151 | 135 | 494 | 3.880 | .971 |

Nota: todas las abreviaturas están en inglés.

## Vida personal
El 23 de junio de 2004, Soriano donó $2.6 millones de dólares a su país de origen para los niños que quieren convertirse en jugadores profesionales de béisbol.
El 17 de mayo de 2009, Soriano apareció en un sketch en el WWE Judgment Day con The Miz y Santino Marella. Además después de que John Cena derrotó a The Big Show, Cena se acercó a Soriano en la multitud para darle un abrazo.
Soriano y su esposa Isis tienen tres hijas llamadas Alisis, Angeline, y Alisha y tres hijos llamados Allen, Ángel y Alfonso Jr.